# Langnau bei Reiden
Langnau bei Reiden é uma comuna da Suíça, no Cantão Lucerna, com cerca de 1.199 habitantes. Estende-se por uma área de 8,61 km², de densidade populacional de 139 hab/km². Confina com as seguintes comunas: Brittnau (AG), Dagmersellen, Pfaffnau, Reiden, Richenthal, Wikon.
A língua oficial nesta comuna é o Alemão.